# Werner Jacobi
Pour les articles homonymes, voir Jacobi.
Werner Jacobi (31 mars 1904 à Fulda - probablement 3 mai 1985 à Munich) est un physicien et inventeur allemand.

## Biographie
Jacobi étudie l'ingénierie mécanique à l'université technique de Munich puis la physique à l'université de Munich. Dans sa thèse universitaire, supervisé par Wilhelm Wien et après sa mort par Eduard Rüchardt, il traite des charges d'atomes de mercure dans le faisceau de canaux. Avec ce travail, il obtient son doctorat en 1929.
Le 4 novembre 1929 Jacobi rejoint la Siemens & Halske AG. Il travaille dans l'usine de tubes Siemens à Berlin, où il devient directeur de laboratoire en 1934. Il devient titulaire en 1935, ingénieur en chef en 1937 et en 1938 Mandataire commercial. Peu de temps après sa nomination en tant que fondé collectif de procuration, il est transféré au Wernerwerk pour la technologie radio à Vienne en 1941, où il devient directeur du département en 1944. En 1949, il travaille brièvement au Wernerwerk pour l'ingénierie radio, puis est muté au Wernerwerk à Erlangen.
Dans ce temps tombe également l'un des plus importants de ses plus de 100 inventions, le brevet en instance le 15 avril 1949 « amplificateur à semi-conducteurs ».
Ce circuit à cinq transistors sur un semi-conducteur servant de substrat peut être appelé premier circuit intégré. Cependant, il est resté largement inconnu et n'a pas été exploité commercialement.
De 1946 à 1956, Jacobi joue un rôle déterminant dans la mise en place de l'usine de tubes Siemens Röhrenfabriken et y est ensuite directeur général. Après sa nomination en 1962 au plénipotentiaire, il prend sa retraite en 1969. Jusqu'à son 68e anniversaire, il est reste disponible pour répondre aux questions du responsable de la division Composants, puis quitte l'entreprise.
En 1972, l'université technique de Vienne lui décerne le titre de docteur honoris causa en sciences techniques « en reconnaissance de ses réalisations exceptionnelles en tant que scientifique et inventeur dans le domaine des composants électroniques et de la technologie des circuits électroniques ».
L'ingénieur britannique Geoffrey Dummer est souvent appelé l'inventeur du CI, bien qu'il n'ait publié son travail que trois ans après la demande de brevet par Siemens.

## Sources
- Fiche du personnel de Werner Jacobi dans les archives de Siemens
- Contribution à l'attribution du doctorat honorifique, dans Informationen der Technischen Hochschule Wien, 3e année, 1972, journal 2, p. 27 (avec photo portrait).